# Pico Maldito
El pico Maldito es el cuarto pico más elevado de los Pirineos, con una altitud de 3350 metros sobre el nivel del mar.
Se encuentra situado en el parque natural Posets-Maladeta, en el municipio de Benasque, provincia de Huesca, comunidad autónoma de Aragón, en España. Forma parte del macizo de la Maladeta y, situado en la zona del valle de Benasque, está constituido por terrenos paleozoicos de naturaleza granítica y materiales mesozoicos.